# Майри, Давид
Дави́д Э́ндрю Ма́йри Медра́но (исп. David Andrew Myrie Medrano; род. 1 июня 1988, Лимон) — коста-риканский футболист, защитник, игрок коста-риканского клуба «Перес-Селедон» и сборной Коста-Рики.

## Клубная карьера
Майри начал свою профессиональную карьеру с клубом испанской Сегунды «Кадис». Позже он вернулся в Коста-Рику, играя за «Пунтаренас» и «Алахуэленсе». Майри сыграл в 12 матчей за «Пунтаренас» во время сезона 2007/08 и 16 матчей за «Алахуэленсе» в течение сезона 2008/2009.
Он перешёл в «Чикаго Файр» 15 сентября 2009, но так и не сыграл ни одного матча в лиге за клуб.
Майри был выбран клубом «Филадельфия Юнион» 25 ноября 2009 года в рамках драфта расширения MLS, прежде чем он дебютировал в «Чикаго Файр». 30 марта 2010 года «Филадельфия Юнион» уволила Майри.
2 августа 2011 Майри был объявлен новым игроком клуба «Фредрикстад». Майри был куплен в качестве замены для Кристиана Гамбоа, который был продан в «Копенгаген» за один день до перехода Майри.
27 мая 2013 Майри стал игроком «Эредиано», выступающего в Чемпионате Коста-Рики.

## Карьера в сборной
Майри участвовала в матчах национальных сборных в Чемпионате мира среди юношеских команд 2005 и Чемпионате мира среди молодёжных команд 2007.
Он в последнюю минуту был приглашён принять участие в чемпионате мира 2014 года вместо травмировавшегося Эйнера Моры несмотря на то, что не сыграл ни одной игры в процессе подготовки.